# Osgathorpe
 (octobre 2023).
Osgathorpe est une paroisse civile et un village du Leicestershire, en Angleterre.